# Zamek Sigmaringen
Zamek Sigmaringen (niem. Schloss Sigmaringen) – dawna rezydencja książęcego rodu Hohenzollern-Sigmaringen, katolickiej gałęzi dynastii Hohenzollernów w Sigmaringen (Badenia-Wirtembergia).
Pierwsze wzmianki o zamku pochodzą z 1077, pierwszy zamek powstał w tym miejscu w XI wieku. W roku 1535 po śmierci ostatniego męskiego potomka poprzednich właścicieli zamku, został on nadany przez króla jako lenno Karolowi I von Hohenzollernowi, a sześć lat później stał się formalnie własnością tego książęcego rodu. Pożary i zniszczenia wojenne w następnych wiekach oraz kolejne odbudowy i przebudowy miały wpływ na dzisiejszy kształt zamku.
W czasie wojny trzydziestoletniej oblegany przez wojska szwedzkie, spłonęła wówczas wschodnia część zamku. W 1893 zamek spłonął, a odbudowę prowadził monachijski architekt Emanuel von Seidl, który nie dbał o wierność oryginałowi. Karol Antoni Hohenzollern-Sigmaringen (1811–1885), ostatni władca Księstwa Hohenzollern-Sigmaringen, przekształcił zamek w miejsce spotkań europejskiej arystokracji.
W czasie II wojny światowej zamek stanowił tymczasową siedzibę rządu Vichy po jego ewakuacji z Francji i wysiedleniu książęcej rodziny.
Obecnie ma tutaj siedzibę dyrekcja grupy przedsiębiorstw Fürst von Hohenzollern. Duża jego część jest także dostępnym dla zwiedzających muzeum, w którym podziwiać można między innymi największą w Europie prywatną kolekcję dawnego uzbrojenia (zbroje rycerskie, broń itd.).

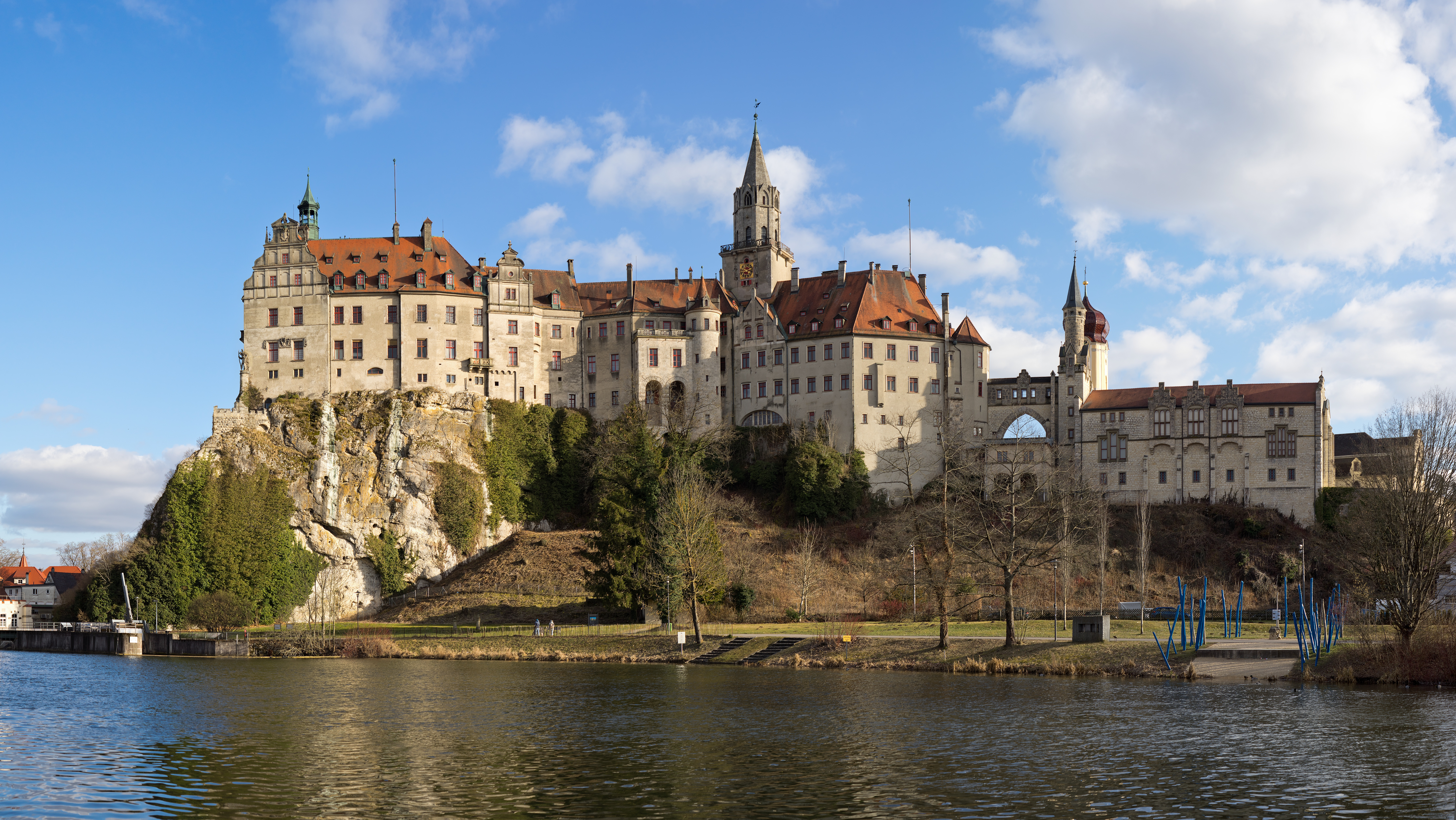
Zamek Sigmaringen, widok od strony północno-zachodniej